# Oráculo manual y arte de prudencia

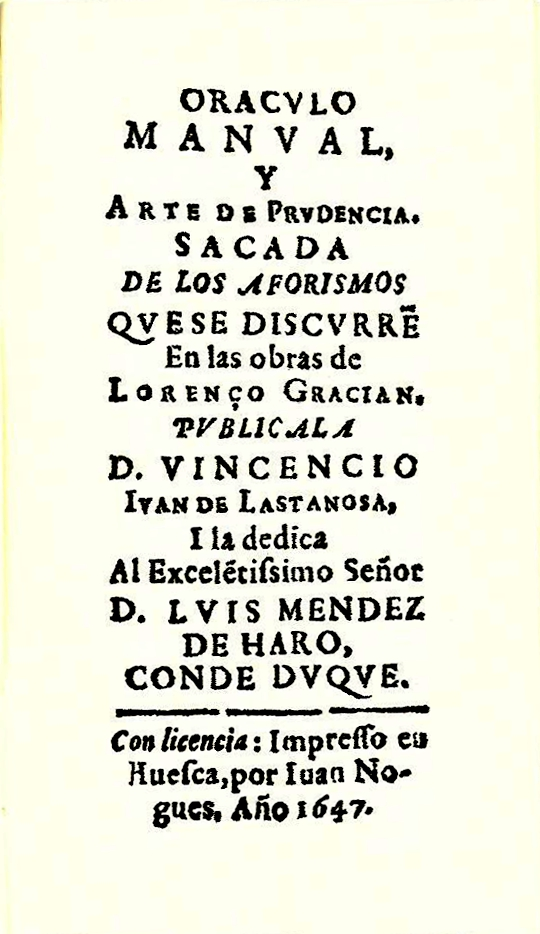
Titelpagina van de editio princeps

Oráculo manual y arte de prudencia is een Spaans boek uit 1647 waarin Baltasar Gracián driehonderd becommentarieerde maximen en aforismen bundelde. De titel verwijst naar een encheiridion en kan vertaald worden als Handorakel en kunst van de voorzichtigheid.

## Totstandkoming
Gracián was een priester en jezuïet die doceerde aan het college van Huesca en die biechtvader was van vooraanstaande aristocraten. Onder het doorzichtige pseudoniem Lorenzo Gracián – voor hem blijkbaar vooral een formaliteit om zijn orde niet tot censuur te "dwingen" – publiceerde hij El Héroe (1637), El Político (1638), Arte de ingenio (1642) en El Discreto (1646). Zijn Oráculo (1647) werd voorgesteld als een selectie aforismen uit dit eerdere werk, samengesteld door zijn vriend Vincencio Juan de Lastanosa. In werkelijkheid kwam nauwelijks een kwart uit eerder werk en leende Lastanosa alleen zijn naam. Deze voorzorgen lijken te hebben gewerkt, want pas met het verschijnen van El Criticón (1658) raakte Gracián in de problemen bij zijn oversten. Hij werd drie maanden op water en brood gezet, maar herwon dan zijn positie.

## Inhoud en stijl
De aforistische adviezen waren bedoeld als leefregels om succesvol om te gaan met de medemens in een complexe maatschappij. Zoals de titel aangeeft, zijn ze in de eerste plaats defensief: hoe zich te beschermen tegen domheid en boosaardigheid. Ze geven blijk van raffinement, berekening en schijnheiligheid, maar vertonen ook een zekere interne tegenstrijdigheid. Gracián had een lage dunk van de massa en toonde hoe men zich door listigheid kon verheffen. Met zijn cynische mensbeeld en amorele opportunisme staat het werk dicht bij het machiavellisme, al verzette Gracián zich tegen die vergelijking en erkende hij toch bepaalde ethische voorschriften. Hij nam ook christelijke regels op, maar die klinken wat holler. De vertaler Theo Kars spreekt in zijn nawoord van "christelijke garnering bij een a-christelijke schotel".
De stijl van het werk is bondig en spits (agudeza). Het is geschreven in een Spaans waarin bewust latinismen zijn verwerkt. Het past binnen het conceptismo van de Spaanse barok.

## Weerklank
Nicolas Amelot de La Houssaye bezorgde in 1684 een Franse vertaling/bewerking (L'Homme de cour), gebaseerd op een twee jaar eerder verschenen Italiaanse vertaling. Zijn adaptatie mikte op de hofkringen aan het pas geopende Kasteel van Versailles en schoot recht in de roos. Dankzij hem verspreidde het Oráculo zich over Europa. In de 17e en 18e eeuw waren er Engelse, Nederlandse, Russische, Poolse, Hongaarse en Latijnse versies. De Duitse vertaling van Schopenhauer (Hand-Orakel und Kunst der Weltklugheit, 1862) deed de wegebbende belangstelling een tweede keer herleven.

## Nederlandse vertalingen
- De kunst van de voorzichtigheid, vert. Annemart Pilon, 2023 (selectie)
- De verloren geheimen van roem en fortuin, vert. Marcel Bongers, 2017 (bewerking)
- Aardse Wijsheid. Een klein orakel, 1993 (uit het Engels)
- Handorakel en kunst van de voorzichtigheid, vert. Theo Kars, 1990. ISBN 9025350763
- Handorakel en Kunst der behoedzaamheid, vert. Lena Delen (pseud. Jan Timmermans), 1950 (selectie, herdrukt 1965)
- Handorakel en kunst om wijs te leven, vert. A.A. Fokker, 1907
- De volmaakte wysheit, of De man in alles bedreven, vert. J. Gentil, 1724
- De Konst der wysheyd, vert. Mattheus Smallegange, 1696 (uit het Frans, herdrukt 1700)

## Voetnoten
1. ↑  Peter Venmans, Discretie. Essay over een vergeten deugd, 2019

- Biblioteca Nacional de España: XX3385393